# Martin W. Ramb
Martin W. Ramb (* 15. September 1969 in Herbornseelbach) ist ein deutscher Theologe, Publizist und Kulturmanager.

## Leben und Wirken
Martin W. Ramb studierte katholische Theologie, Philosophie und Erwachsenenbildung in Vallendar und Bonn und war Stipendiat im Cusanuswerk sowie der Stiftung zur Förderung körperbehinderter Hochbegabter. Seit einem Badeunfall ist er querschnittgelähmt Tetraplegie und auf einen Rollstuhl angewiesen.
Seit 1998 arbeitet Ramb im Bischöflichen Ordinariat Limburg im Bereich kultureller Bildung, wo er als Chefredakteur des Bildungs- und Kulturmagazins Eulenfisch, Verleger im Verlag des Bischöflichen Ordinariats Limburg und Geschäftsführer der katholischen Begabtenförderung Stiftung DEY tätig ist. Als Begründer der Internetplattform Eulenfisch und Initiator des digitalen Medienguides ru-digital gilt er als einer der Treiber digitaler Wissensvermittlung im Bereich religiöser Bildung. Zusammen mit Holger Zaborowski hat er die Kulturinitiative ''Denkbares'' im Kultursommer Rheinland-Pfalz gegründet, die philosophisch-theologische Gesprächsformate und Ausstellungen initiiert und kuratiert. Seit 2015 wird Denkbares durch thematische Sammelbände, die im Wallstein Verlag erscheinen, begleitet. Die Herausgeberschaft liegt bei Ramb und Holger Zaborowski. 2020 wurde die Reihe Edition Denkbares im EOS Verlag begründet.

## Mitgliedschaften
- Deutsche Friedrich-Wilhelm-Raiffeisen-Gesellschaft
- Forum Abtei Marienstatt
- Freiherr-vom-Stein-Gesellschaft
- Freunde des Bildhauers und Philosophen Hans Kock
- Gesellschaft Katholischer Publizisten Deutschlands
- Guardini-Stiftung
- Kulturpolitische Gesellschaft
- Mérite Européen
- Philosophische Sektion Benediktinische Akademie Salzburg
- St. Hildegard-Akademie Eibigen
- Vorstandsmitglied Jörg-Splett-Gesellschaft für christliches Denken

## Werke
- Das Verhältnis von Kirche und Staat nach der deutschen Wiedervereinigung in der Krise? Der staatskirchenrechtliche Grundlagenstreit um den Religionsunterricht und das neue Schulfach „Lebensgestaltung - Ethik - Religionskunde“ (LER) im Bundesland Brandenburg. Peter Lang, Frankfurt am Main 1998, ISBN 978-3-631-33130-9.
- mit Joachim Valentin: Natürlich Kultur. Postsäkulare Positionierungen zwischen Kirche und Welt. Schöningh, Paderborn 2010, ISBN 978-3-506-76915-2.
- mit Holger Zaborowski: Helden und Legenden oder: Ob sie uns heute noch etwas zu sagen haben. Wallstein, Göttingen 2015, ISBN 978-3-8353-1691-1.
- mit Holger Zaborowski: Jenseits der Ironie. Dialoge der Barmherzigkeit. Wallstein, Göttingen 2016, ISBN 3-8353-1907-8.
- mit Holger Zaborowski: Arbeit 5.0 oder: Ob ohne Muße alles nichts ist. Wallstein, Göttingen 2018, ISBN 978-3-8353-3340-6.
- mit Thomas Menges: Die Christus Trilogie. Ein Werkbuch für die Sekundarstufe II in Religion und Deutsch. Butzon & Bercker, Kevelaer 2018, ISBN 978-3-7840-3570-3.
- mit Andreas Thelen-Eiselen: Und wenn die Wahrheit mich vernichtet. Pater Richard Henkes im KZ Dachau. Pallotti Verlag, Friedberg 2019, ISBN 978-3-87614-111-4.
- mit Christina Idika, Paul Metzlaff und Holger Zaborowski: Barmherzigkeit heute. Mit offenen Augen leben. Verlag Herder, Freiburg i. Br. 2019, ISBN 978-3-451-81273-6.
- mit Holger Zaborowski: Heimat Europa? Wallstein, Göttingen 2019, ISBN 978-3-8353-3475-5.
- mit Joachim Valentin, Ansgar Wucherpfennig und Holger Zaborowski: Die anarchische Kraft des Monotheismus. Eckhard Nordhorns ‚Corpora‘ in der Diskussion. Verlag Herder, Freiburg i. Br. 2021, ISBN 978-3-451-38961-0.
- mit Holger Zaborowski: Solidarität und Verantwortung oder: Was Europa zusammenhält. Wallstein, Göttingen 2022, ISBN 978-3-8353-3768-8.
- mit Holger Zaborowski: Auf dem Weg zum Kreuz. Meditationen in Zeiten der Corona-Pandemie. Eos Verlag, Sankt Ottilien 2022, ISBN 978-3-8306-8013-0.
- mit Michaela Kopp-Marx und Holger Zaborowski: Die ‚Christus Trilogie’ zwischen Bibel, Traum und religiöser Erfahrung. Patrick Roth im Gespräch. Königshauses & Neumann, Würzburg 2022, ISBN 978-3-8260-7421-9.
- mit Holger Zaborowski: Auf dem Weg zum Kreuz. Meditationen in Zeiten der Corona-Pandemie, Eos Verlag, Sankt Ottilien 2022, ISBN 978-3-8306-8013-0.
- mit Holger Zaborowski: Freiheit und Menschenwürde oder: Was Europa zusammenhält. Wallstein, Göttingen 2024, ISBN 978-3-8353-5696-2.
- mit Ute Lonny-Platzbecker, Paul Platzbecker, Cornelia Steinfeld: Pilger der Hoffnung. Impulse zu den Königsfiguren von Ralf Knoblauch. EOS Verlag, St. Ottilien 2025, ISBN 978-3-8306-8261-5.

## Ausstellungen
- Anders! Kloster. Wanderausstellung im Jubiläumsjahr 2012 für Schulen anlässlich des 800-jährigen Bestehens der Zisterzienser-Abtei Marienstatt im Westerwald.
- Zeichnung und Verantwortung. Illustrationen von DrushbaPankow. Ausstellung vom 15. August bis 27. September 2020, b-05 Galeriebunker Montabaur.[4]
- Einsamkeit - Isolation - Solidarität: Dmitry Lookianov, Moskau; Jörg Heieck, Kaiserslautern; Thomas Victor & Feix Adler, Leipzig. Fotoausstellung vom 10. Juli bis 29. August 2021, B-05 Galeriebunker Montabaur.[5]
- Horst Sakulowski: ECCE HOMO. Bilder von Menschen. Ausstellung von Zeichnungen und Grafiken vom 18. April bis 20. Juni 2021, Keramikmuseum Westerwald.[6]
- Und wenn die Wahrheit mich vernichtet. Ausstellung über Pater Richard Henkes vom 17. Oktober bis 19. November 2022 in Rom.[7]
- Krieg - Illustrationen von Drushba Pankow vom 6. April bis 12. Mai 2024, Galeriebunker des Forums Kunst, Kultur und Natur b-05 Montabaur.[8]

## Auszeichnungen
- Koblenzer Hochschulpreis 1997.
- Aus Anlass des 70. Jahrestags der Gründung der Europäischen Gemeinschaft für Kohle und Stahl (EGKS) zeichnete das Europazentrum Robert Schuman (CERS) am 18. September 2021 das Projekt „Koordinaten Europas“ mit dem 2000 Euro dotierten „Prix Robert Schuman 2021“ aus. Der Preis wird unter der Schirmherrschaft der Präsidentin der Europäischen Kommission Ursula von der Leyen vergeben. Ehrenvorsitzender der Jury ist Jean-Claude Juncker.[9]